# Neorealisme
 Denne artikel omhandler kunststilarten neorealisme. Opslagsordet har også en anden betydning, se Neorealisme (international politik).
Neorealisme er en kunstnerisk stilart, der især kendes fra film og litteratur i Europa i perioden umiddelbart efter anden verdenskrig. Neorealismen er kendetegnet ved indtil da uset præcise skildringer af verden, som den er, samt en opfattelse af kunstnernes moralske pligt til at skildre denne verden for at forbedre den.

## Film
De mest kendte udtryk for neorealismen finder man i en række italienske film fra efterkrigsperioden, især Rom, åben by (1945) af Roberto Rossellini samt Cykeltyven (1948) og Umberto D. (1952) af Vittorio De Sica. Forhistorien for denne bølge var åbningen af den nye filmskole Centro Sperimentale di Cinematografia i 1935 og nogle nye filmmagasiner. Her gav man blandt andet italierne en forståelse for Jean Renoirs realistiske film fra 1930'erne samt nogle af de amerikanske moralske film fra samme periode.
En af de markante forandringer med disse film var desuden en nedtoning af handlingen. Filmene kan således have scener, der ikke er afgørende for den narrative handling, men som er med til at give stemning, og som først og fremmest er naturlige i det miljø, hvor filmen foregår.
Stilarten døde efterhånden ud med midten af 1950'erne, blandt andet fordi den ikke var så populær i Italien, hvor man ikke brød sig om den sociale kritik. Neorealismen har dog efterfølgende haft betydning i filmmiljøet, hvor en lang række film og instruktører står i gæld til neorealismen helt op til nutiden.

### Neorealistiske film
Herunder nævnes en række film, der i almindelighed regnes for at være neorealistiske. Listen er ikke udtømmende.
Optakten
Nogle film var med til at sætte normen for neorealismen, blandt andet:
- Toni (Jean Renoir, 1935)
- Besættelse (Luchino Visconti, 1942)

Italienske film fra neorealismens central periode
- Rom, åben by (Roberto Rossellini, 1945)
- I morgen, mister! (Vittorio De Sica, 1946)
- Paisà (Rossellini, 1946)
- Germania anno zero (Rossellini, 1948)
- Cykeltyven (De Sica, 1948)
- Jorden skælver (Visconti, 1948)
- Stromboli (Rossellini, 1949)
- Miraklet i Milano (De Sica, 1951)
- Umberto D. (De Sica, 1952)
- La strada (Federico Fellini, 1954)

Andre neorealistiske eller neorealistisk-prægede film
- Drunken Angel (Akira Kurosawa, Japan, 1948)
- Stray Dog (Kurosawa, 1949)
- Jordens salt (Herbert J. Biberman, USA, 1954)
- Sangen om vejen (Satyajit Ray, Indien, 1956)
- Ung flugt (François Truffaut, Frankrig, 1959)
- Pixote (Hector Babenco, Brasilien, 1981)
- Lilja 4-ever (Lukas Moodysson, Sverige, 2002)
- 4 måneder, 3 uger og 2 dage (Cristian Mungiu, Rumænien, 2007)